# Gmina Zerqan
Gmina Zerqan (alb. Komuna Zerqan) – gmina  położona w środkowej części Albanii. Administracyjnie należy do okręgu Bulqiza w obwodzie Dibra. W 2011 roku populacja gminy wynosiła 4111 w tym 2072 kobiet oraz 2039 mężczyzn, z czego Albańczycy stanowili 98,66% mieszkańców.
W skład gminy wchodzi trzynaście miejscowości: Zerqan, Krajkë, Peladhi, Smollik, Sofraçan, Sopot, Strikçan, Tërnovë e Madhe, Tërnovë e Vogël, Zall-Sopot, Valikardhë, Zall-Strikçan, Godvi.